# Suchdol nad Lužnicí
Suchdol nad Lužnicí (německy Suchenthal, případně Suchental an der Lainsitz, historicky též Sukdol, lidově Sůdol) je město v okrese Jindřichův Hradec v Jihočeském kraji. Žije zde přibližně 3 600 obyvatel, katastrální výměra je 64 km², nejvyšší nadmořská výška dosahuje přibližně 500 metrů.
Tehdy se ves stala součástí třeboňského panství, jehož majiteli byli Rožmberkové. Ti drželi panství do roku 1611, kdy smrtí Petra Voka vymřeli. Od 2. dubna 1660 je Suchdol spojen s rodem Schwarzenbergů.
Největší část katastrální rozlohy dnešního Suchdola nad Lužnicí historicky patřila k Čechám. Část Tušť (s osadami Paříž a Nový York) patřila do 30. července 1920 k Dolním Rakousům.

## Historie
První písemná zmínka o Suchdolu pochází z 19. prosince 1362 (Kodex marientálský). Většina území města náležela vždy k Čechám, ale katastrální území Tušť bylo k někdejšímu Československu připojeno až 31. července 1920 jako součást tzv. Západního Vitorazska, a v rámci Čech začleněno do soudního okresu Třeboň stejnojmenného politického okresu.
Dne 14. prosince 2005 byla obec povýšena na město na základě splnění kritéria alespoň 3 000 obyvatel.

## Přírodní poměry
Suchdol leží v chráněné krajinné oblasti Třeboňsko. Severně od města leží přírodní rezervace Na Ivance.

### Rybníky
Největším rybníkem v katastrálním území Suchdola je Podřezaný neboli Nový lipnický (68 hektarů). Následuje rybník Velký Šustov (36 hektarů) u Hrdlořez. Zajímavá je soustava menších rybníků Tří Facek. Nejseverněji je rybník Kocínov, pod ním Malá a Velká Tichava, Rohlík a Pasečný. Na východ od nich se rozprostírá Velký a Malý Hadač, Mošna, Panoš a největší z nich, Růže. Podobně soustava rybníků pod osadou Benátky je vyhledávána k procházkám: Malý a Velký Hojek a Velký Filiš, které se rozkládají těsně u samého konce Benátek. Malý Praseta a Velký Praseta tvoří střed soustavy, na jejímž druhém konci jsou Jan, Hospodář, Dobrý, Malý Filiš, Suchý a Jezárko.

### Řeka Dračice
Horní tok říčky Dračice po Františkov tvoří balvanité koryto řeky s hojnými peřejemi v úzkém údolí chráněném jako přírodní rezervace Dračice. V minulosti byl tok využíván k pohonu hamrů. Od Františkova jde o klidný meandrující tok, který se vlévá do Lužnice.

## Obyvatelstvo
| Rok            | 1869  | 1880  | 1890  | 1900  | 1910  | 1921  | 1930  | 1950  | 1961  | 1970  | 1980  | 1991  | 2001  | 2011  | 2021  |
| -------------- | ----- | ----- | ----- | ----- | ----- | ----- | ----- | ----- | ----- | ----- | ----- | ----- | ----- | ----- | ----- |
| Počet obyvatel | 4 103 | 4 742 | 4 867 | 5 147 | 5 327 | 4 914 | 4 630 | 3 579 | 3 593 | 3 580 | 3 615 | 3 634 | 3 647 | 3 605 | 3 485 |
| Počet domů     | 444   | 483   | 470   | 513   | 604   | 640   | 762   | 878   | 856   | 873   | 893   | 1 075 | 1 147 | 1 237 | 1 288 |

## Městská správa

### Části města
Město Suchdol nad Lužnicí se skládá ze šesti částí na pěti katastrálních územích.
- Suchdol nad Lužnicí (i název k. ú.)
- Bor (i název k. ú.)
- Františkov (leží v k. ú. Klikov)
- Hrdlořezy (k. ú. Hrdlořezy u Suchdola nad Lužnicí)
- Klikov (i název k. ú.)
- Tušť (i název k. ú.) – zahrnuje také osadu Nový York

Od 30. dubna 1976 do 30. června 1990 k městu patřil i Cep, od 1. ledna 1980 do 30. června 1990 Dvory nad Lužnicí a od 1. července 1985 do 23. listopadu 1990 také Halámky a Rapšach.
Město je členem Dobrovolného svazku obcí Vitorazsko.

### Starostové
- 2002–2006 Jan Paďourek[7] (ČSSD)
- 2006–2010 Jan Kronika (ČSSD)
- 2010–2014 Mgr. Pavel Mráček (ČSSD)
- od 2014 Luboš Hešík (Za aktivní Suchdolsko)

### Městské symboly
Znak a vlajka byly městu uděleny rozhodnutím předsedy Poslanecké sněmovny Parlamentu České republiky dne 17. dubna 2009.
Znak města: Štít kobaltové modři je dělen stříbrnou vlnou se třemi hrotitými vrcholy. V horní části znaku je umístěn šikmo zlatý klíč.
Vlajka města: Vrchní a spodní pole vlajky je modré, prostřední část tvoří stříbrná vlnovka s pěti prohlubněmi. Ve vrchním poli u žerďové strany je zlatý klíč.

## Pamětihodnosti
- Kostel svatého Mikuláše
- Kaple svatého Jana Nepomuckého
- Fara
- Škola T. G. Masaryka[9]

## Rodáci a osobnosti
- Josef Hadač (1921–2007), učitel a regionální spisovatel
- Jiří Kodym (1927–2009), akademický malíř
- Matěj Kozka z Rynárce († 1566/1567), kněz, opat kláštera v Borovanech
- Augustin Marek († 1785), opat třeboňského kláštera
- Anežka Merhautová (1919–2015), historička umění
- Johana Peřková (1703–1745), postava ženy popsaná v knize Jaroslava Čechury Neklidný život obyčejné ženy (2015)
- Jan Plzák (1914–1998), letec RAF v době druhé světové války
- Carl Anton Stölzle (1802–1865), majitel sklárny v Suchdole a poslanec říšské rady
- František Svejkovský (* 1923), literární vědec
- Mirko Vosátka (1911–2004), skautský spisovatel
- Jindřich Vokoun (*1943), chemik, vědec

## Partnerská města
- Brand-Nagelberg, Rakousko

## Galerie

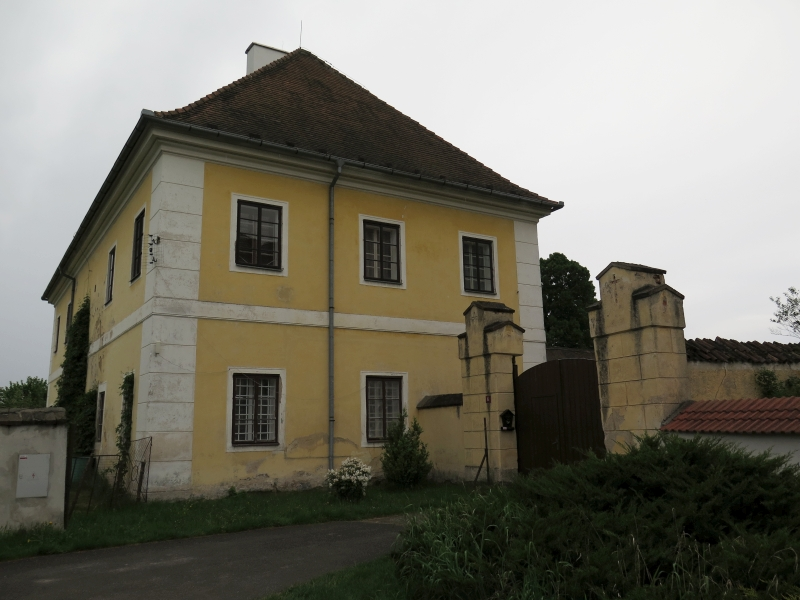
Fara
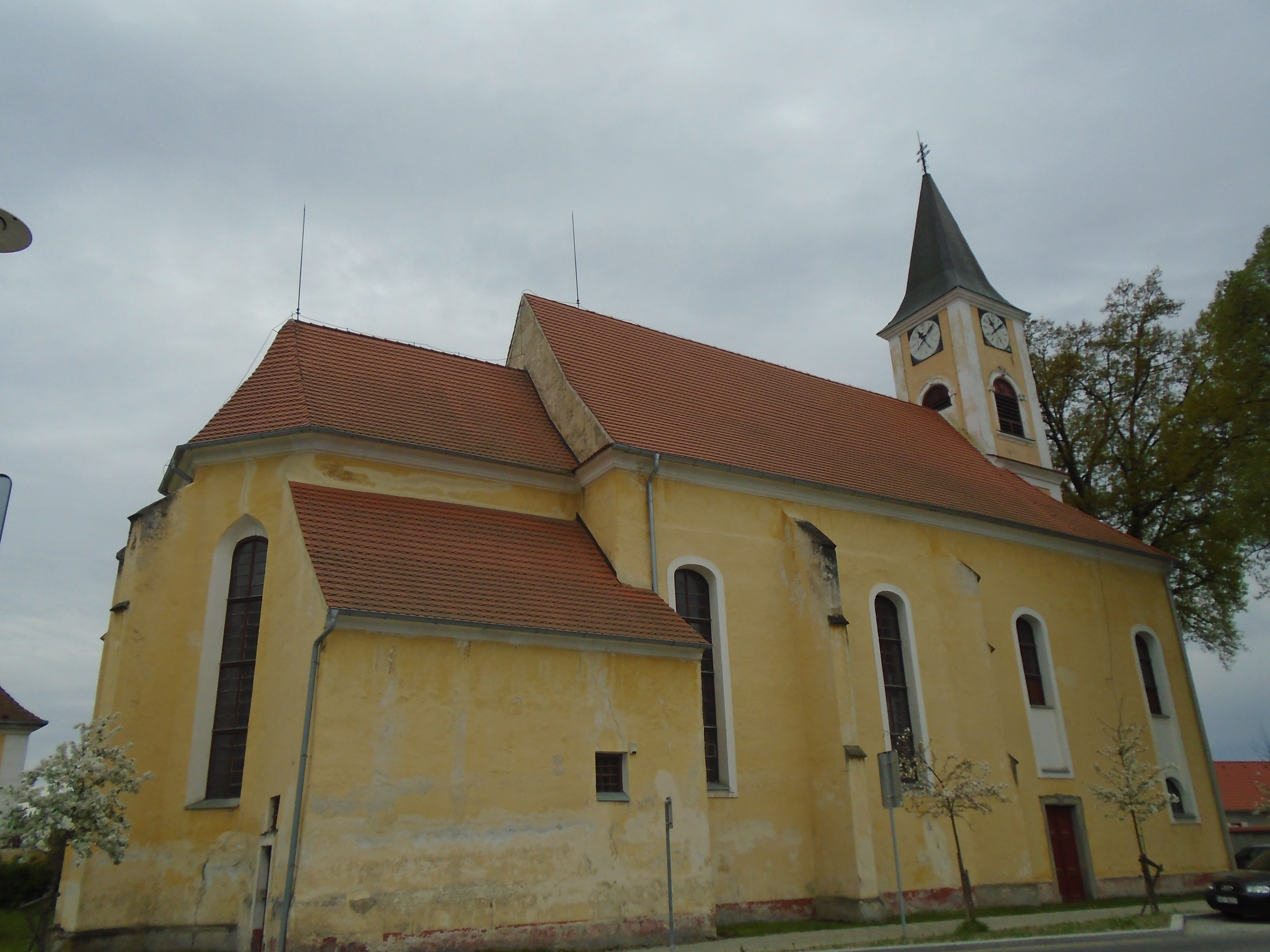
Kostel svatého Mikuláše
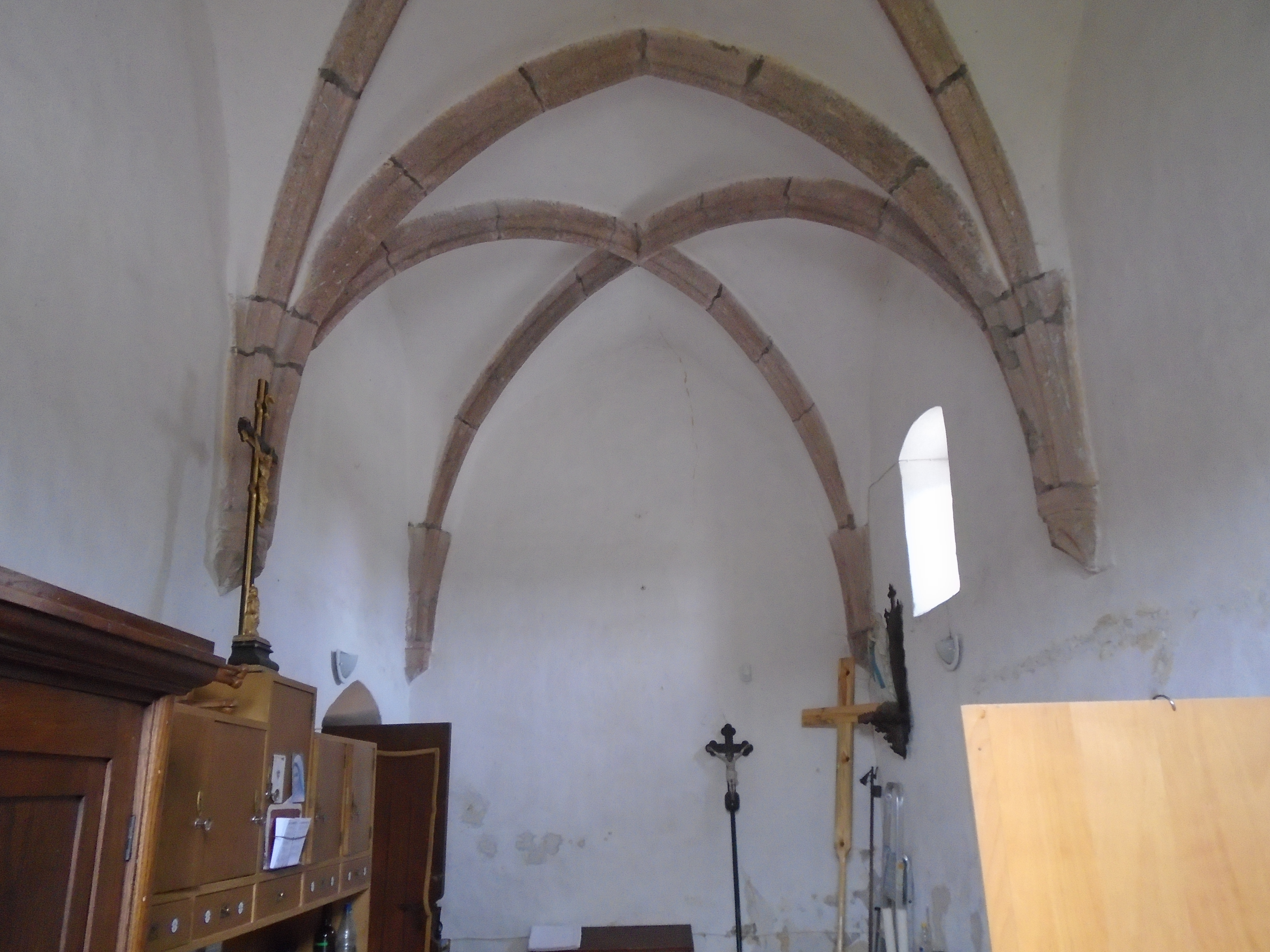
Klenba kostela svatého Mikuláše